# Spongicola
Spongicola is een geslacht van kreeftachtigen uit de klasse van de Malacostraca (hogere kreeftachtigen).

## Soorten
- Spongicola andamanicus Alcock, 1901
- Spongicola cubanicus Ortiz, Gómez & Lalana R., 1994
- Spongicola depressus Saito & Komai, 2008
- Spongicola goyi Saito & Komai, 2008
- Spongicola japonicus Kubo, 1942
- Spongicola levigatus Hayashi & Ogawa, 1987
- Spongicola parvispinus Zarenkov, 1990
- Spongicola robustus Saito & Komai, 2008
- Spongicola venustus De Haan, 1844 [in De Haan, 1833-1850]